# Путятино (станция, Даниловский район)
Путятино — железнодорожная станция (населенный пункт) в Даниловском районе Ярославской области. Входит в состав Дмитриевского сельского поселения.

## География
Находится в северо-восточной части Ярославской области на расстоянии приблизительно 21 км на юг по прямой от железнодорожного вокзала города Данилова, административного центра района.

## История
Населенный пункт возник при станции Путятино, открытой в 1872 году. Название дано по соседней деревне.

## Население
Численность населения: 121 человек (99 % русские) в 2002 году, 114 в 2010.